# Marijohn Wilkin

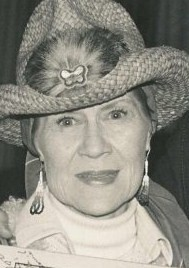
Marijohn Wilkin (1977)

Marijohn Wilkin (* 14. Juli 1920 in Kemp, Texas; † 28. Oktober 2006) war eine US-amerikanische Songautorin. Sie verdiente ihren Lebensunterhalt als professionelle Schreiberin für die Country-Musikindustrie in Nashville. Mehrere ihrer Country- und Folk-Songs wurden Hits, und sie wurde mehrfach ausgezeichnet. 1975 wurde sie in die Nashville Songwriters Hall of Fame aufgenommen. Sie hatte den Beinamen "The Den Mother of Music Row". Sie war Co-Autorin des Klassikers The Long Black Veil und gilt als Entdeckerin des Country-Stars Kris Kristofferson.